# Mai Ghoussoub
Pour les articles homonymes, voir Ghoussoub.
Mai Ghoussoub (en arabe : مي غصوب), née le 2 novembre 1952 à Beit Chebab (Liban) et morte le 17 février 2007 à Londres (Royaume-Uni), est une écrivaine féministe, artiste, éditrice et activiste des droits humains libanaise. Elle est cofondatrice de la librairie et maison d'édition Saqi. 

## Biographie
Mai Ghoussoub naît le 2 novembre 1952 à Beit Chebab, et grandit à Beyrouth, où elle étudie au lycée français. Elle étudie ensuite simultanément les mathématiques à l'université américaine de Beyrouth et la littérature française à l'université libanaise, et plus tard la sculpture au Morley College  et au Henry Moore Studio à Londres. 
Elle est trotskiste au début de la guerre civile libanaise en 1975, mais est rapidement désillusionnée et s’engage dans le travail humanitaire, mettant en place deux dispensaires médicaux dans une région musulmane pauvre après le départ des médecins et la fermeture des pharmacies.
Elle perd un œil en 1977 quand sa voiture est touchée par un obus alors qu'elle accompagne une personne à l’hôpital. Elle déménage à Paris pour se faire soigner et y travaille pendant deux ans comme journaliste pour des journaux arabes,. Elle écrit Comprendre le Liban avec son ami d’enfance André Gaspard, sous les pseudonymes de Selim Accaoui et Magida Salman.
En 1979, elle déménage à Londres et y fonde avec Gaspard la librairie Al-Saqi (qui signifie celui qui te donne de l’eau), à Westbourne Grove. C’est la première librairie londonienne à se spécialiser dans les œuvres de culture arabe. À l’époque, Westbourne Grove est un lieu d’échange pour la communauté arabe, mais la gentrification augmente les prix et modifie la démographie au fil des années. La librairie est un lieu protégé de la censure en vigueur au Moyen-Orient : elle a longtemps eu une section dédiée aux livres censurés.
En 1983, ils fondent Saqi Books, une maison d'édition indépendante spécialisée dans l'Afrique du Nord et le Moyen-Orient. Celle-ci publie des livres sur des sujets variés jusqu’aux plus sensibles, comme Unspeakable Love : Gay and Lesbian Love in the Middle East, de Brian Whitaker et Anna Wilson,. Ils créent la maison d’édition arabe Dar al Saqi à Beyrouth en 1990,.
Son livre autobiographique, Leaving Beyrouth: women and the wars within (Quitter Beyrouth : les femmes et les guerres qui l’habitent), est publié en 1998. Le Daily Star, un journal anglophone de Beyrouth, le décrit comme un livre qui « est devenu une lecture obligatoire pour tout un chacun, étranger ou natif, qui éprouve une fascination d’amour-rejet pour la ville ».
En 2000, elle publie avec Emma Sinclair-Webb l’ouvrage Imagined Masculinities: Male Identity and Culture in the Modern Middle East (Masculinités imaginées : l’identité et la culture masculine dans le Moyen-Orient moderne), une collection d’essais remarquée.
Dans un entretien en 2001, elle affirme qu’elle et sa génération ont été inspirées par les révoltes étudiantes de Mai 68 : « Nous écoutions de la musique sufi extravagante, lisions Simone de Beauvoir, et nous nous rencontrions dans les rues pour parler de féminisme, de la révolution sexuelle et des politiques radicales ».
Elle s’oppose à la censure et affirme dans sa pièce Texterminators de 2006, jouée à Londres et à Beyrouth, que « Les mots ne tuent pas ; les humains le font ».
Ghoussoub meurt à Londres le 17 février 2007, à l’âge de 54 ans. Elle est enterrée à Beyrouth.

## Publications
- (en) Leaving Beirut, Saqi Books, 1998  (réimpression, Saqi, 2007,  (ISBN 978-0-86356-676-9))
- (en) Imagined masculinities : male identity and culture in the modern Middle East, Saqi, 2000, 294 p. (ISBN 978-0-86356-042-2)
- (en) Women and Islam : Women's movements in Muslim societies, Taylor & Francis, 2005, 500 p. (ISBN 978-0-415-32421-2, lire en ligne), « Feminism - or the Eternal Masculine - in the Arab World »
- (en) Selected writings, Londres, Saqi Books, 2008, 238 p. (ISBN 978-0-86356-642-4)